# Alacir Frederico Werner
Alacir Frederico Werner (Juiz de Fora, 7 de dezembro de 1916, Rio de Janeiro, 29 de abril de 2010) foi um militar brasileiro.
Filho de João Pedro Werner e Cristina Faulhaber Werner.
Chefiou o Departamento-Geral do Pessoal, entre 17 de dezembro de 1980 e 17 de março de 1981.
Foi chefe do Estado-Maior das Forças Armadas no governo João Figueiredo, de 26 de agosto de 1981 a 14 de janeiro de 1983.